# União das Freguesias de Cardielos e Serreleis
Die União das Freguesias de Cardielos e Serreleis ist eine portugiesische Gemeinde (Freguesia) im Kreis (Concelho) Viana do Castelo im Nordwesten Portugals.

## Geschichte
Die Gemeinde entstand im Zuge der Gebietsreform vom 29. September 2013 durch die Zusammenlegung der ehemaligen Gemeinden Cardielos und Serreleis. Cardielos wurde Sitz der neuen Verwaltung.

## Demographie
| Freguesia | Freguesia             | Freguesia | Freguesia       | ehemalige Freguesias | ehemalige Freguesias | ehemalige Freguesias | ehemalige Freguesias |
| --------- | --------------------- | --------- | --------------- | -------------------- | -------------------- | -------------------- | -------------------- |
| Wappen    | Freguesia             | Einwohner | Fläche in (km²) | Wappen               | Freguesia            | Einwohner            | Fläche in (km²)      |
|           | Cardielos e Serreleis | 2150      | 7,68            |                      | Cardielos            | 1311                 | 4,41                 |
|           | Cardielos e Serreleis | 2150      | 7,68            | Serreleis            | 1002                 | 3,27                 |                      |